# Rainer Kampmann
Rainer Kampmann (* 6. Juni 1964 in Bochum) ist seit 2005 ein Leitender Angestellter bei öffentlich-rechtlichen Rundfunkanbietern. Seit 2014 arbeitet er als Verwaltungs- und Betriebsdirektor bei Deutschlandradio (Deutschlandfunk, Deutschlandfunk Kultur, Deutschlandfunk Nova).

## Leben
Kampmann wuchs in Wattenscheid auf, wo er auch 1983 an der Märkischen Schule Wattenscheid sein Abitur ablegte. Nach einer kaufmännischen Ausbildung studierte er 1985 bis 1990 an der Ruhr-Universität Bochum Wirtschaftswissenschaft, Publizistik und Kommunikationswissenschaft mit dem Abschluss „Diplom-Ökonom“.
Kampmann ist seit 1991 verheiratet und lebt heute in  Köln und Cuxhaven.

## Beruf
Nach dem Studienabschluss war er zunächst als Referent im Bereich Vorstandsreferat / Presse- und Öffentlichkeitsarbeit des damaligen Genossenschaftsverbands Rheinland (heute Genoverband) tätig.
1993 wechselte er als Gemeindedirektor und Verwaltungschef in die westmünsterländische Gemeinde Legden. Nachdem dort 1998 ein Versuch der CDU-Fraktion im Gemeinderat scheiterte, ihn vorzeitig zum hauptamtlichen Bürgermeister zu wählen, kandidierte er 1999 als Bürgermeister in Rhede / Kreis Borken. Er verlor knapp gegen den ortsansässigen Kandidaten der Grünen, Lothar Mittag.
Nach kurzer Tätigkeit in der Privatwirtschaft wurde er Anfang 2000 zum Stadtkämmerer in Gelsenkirchen gewählt. Sein Vorstandsbereich umfasste Finanzen, Beteiligungen, Liegenschaften, Feuerwehr und Abfallwirtschaft. Nach der Kommunalwahl im Herbst 2004, bei der die Kostensteigerung für die Sanierung des Hans-Sachs-Hauses, die er als Beigeordneter für Liegenschaften betreute, wichtiges Wahhlampfthema war, schied er auf eigenen Antrag aus dem Beamtenverhältnis aus.
Er wechselte unmittelbar danach 2005 zum WDR. Dort leitete er fast neun Jahre lang die Hauptabteilung Finanzen.
Auf Vorschlag des damaligen Intendanten von Deutschlandradio Willi Steul kam er zum 1. März 2014 als Nachfolger von Karin Brieden, die eine neue Aufgabe beim ZDF übernommen hatte, zum Deutschlandradio. Er verantwortet dort als Verwaltungs- und Betriebsdirektor die Bereiche Verwaltung und Technik und ist regelmäßiger Abwesenheitsvertreter des Intendanten. Der Verwaltungsrat des Senders hat am 18. Juni 2018 einstimmig auf Vorschlag des seit 2017 amtierenden Intendanten Stefan Raue seiner erneuten Berufung für die Zeit bis 2024 zugestimmt. Im Juni 2023 wurde das Vertragsverhältnis bis 2029 verlängert (vgl. Sitzung des Verwaltungsrates am 6. Juni 2023).
Rainer Kampmann ist einer der stellvertretenden Vorsitzenden des Verwaltungsrates des „Beitragsservice von ARD, ZDF und Deutschlandradio“, vormals GEZ, sowie Vorsitzender des Aufsichtsrats der Deutschlandradio Service GmbH (DRS), stellvertretender Aufsichtsratsvorsitzender der Gesellschaft für infrastrukturelle Dienste und Mitglied des Aufsichtsrates der Innovations- und Digitalagentur (ida) GmbH, alles Tochterunternehmen (DRS) bzw. Beteiligungsunternehmen (GID, ida) von Deutschlandradio. Darüber hinaus gehört es seit 2025 dem Aufsichtsrat der Pensionskasse Rundfunk VVaG (PKR) an.